# Georg Friedrich Dinglinger (Emailleur)

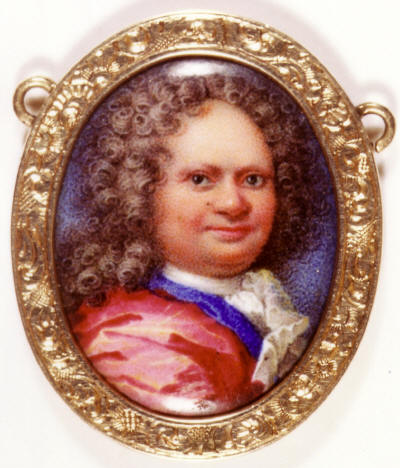
Emailmedaillon von Georg Friedrich Dinglinger (Selbstporträt)

Georg Friedrich Dinglinger (* 17. März 1666 in Biberach an der Riß; † 24. Dezember 1720 in Dresden) war ein deutscher Kunstmaler und Emailleur am Hof von Dresden.

## Leben
Georg Friedrich war der zweite Sohn des Messerschmieds Conrad Dinglinger (1634–1683) und seiner Frau Anna Margareta Schopper (1640–1709). Über seine Jugendzeit ist kaum etwas bekannt. Während seine beiden Brüder, Johann Melchior (1664–1731) und Georg Christoph (1668–1745), das Goldschmiedehandwerk erlernten, wandte sich Georg Friedrich der Malerei zu. Im Jahr 1693 folgte Dinglinger seinem Bruder nach Dresden, wo er eine Anstellung als Hof-Emailleur des kursächsischen und polnischen König August II. des Starken fand.
Am 16. Mai 1695 heiratete Georg Friedrich Dinglinger in Biberach an der Riß die Kaufmannstochter Katharina Barbara Gutermann (1675–1713). Aus der gemeinsamen Ehe gingen fünfzehn Kinder hervor, von denen nur fünf Kinder das Erwachsenenalter erreichten, darunter Georg Friedrich Dinglinger (1702–1785), der spätere Architekt und Baumeister. Nach dem frühen Tod seiner ersten Frau heiratete Georg Friedrich Dinglinger am 6. Juli 1716 in seiner Heimatstadt die Cousine (zweiten Grades) des Dichters Christoph Martin Wieland, Marie Felicitas Wieland (* 1693). Aus der Ehe gingen zwei Söhne hervor, von denen der jüngste Sebastian Heinrich Dinglinger (* 1720) sich in London als Juwelier etablierte.

## Werke (Auswahl)

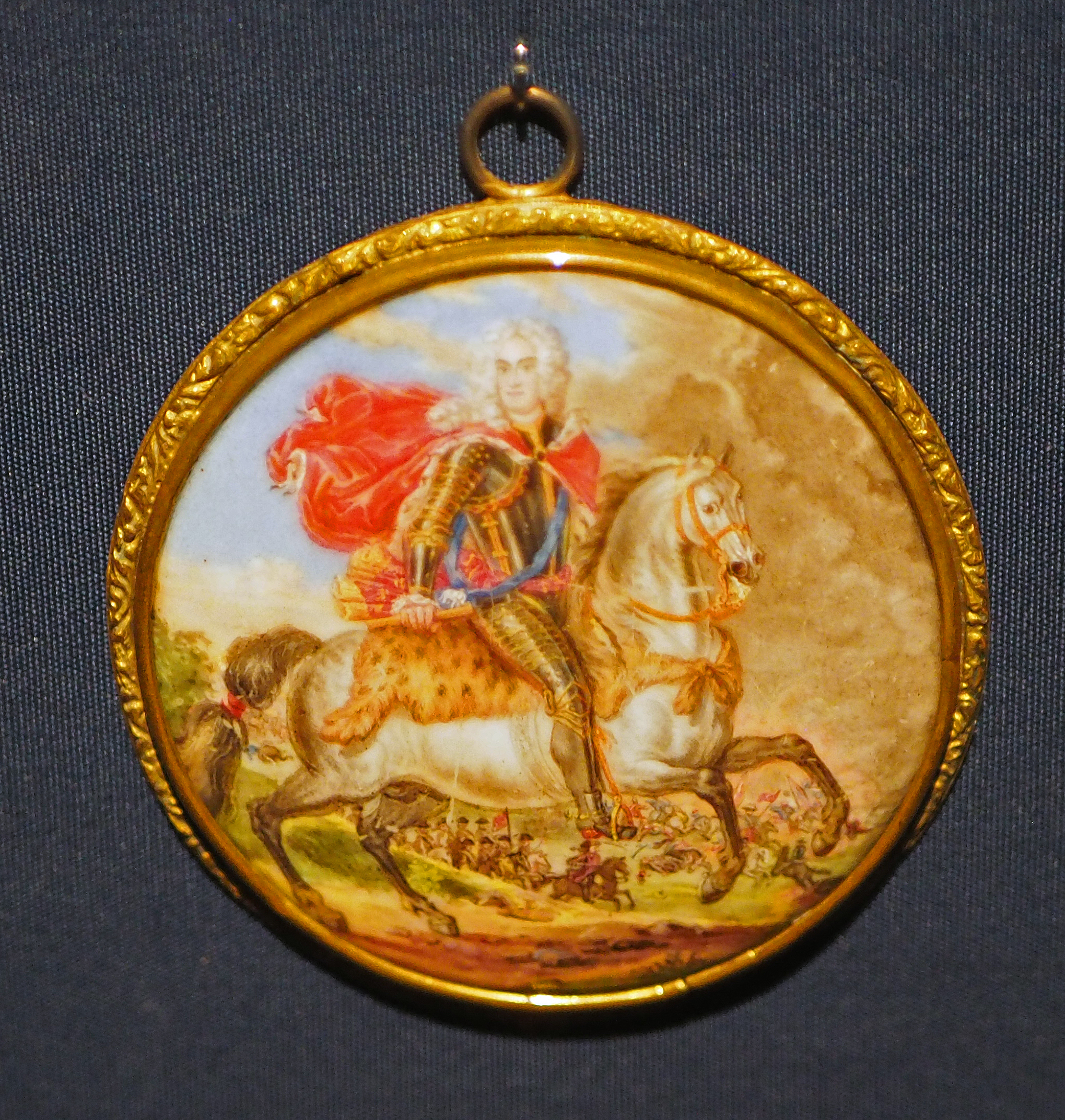
August der Starke – Miniaturen Sammlung Tansey – Bomann-Museum

- Emailbildnis von August dem Starken
- Emailbildnis des Kurprinzen Friedrich August
- Emailbildnis von Zar Peter der Große
- Emailbildnis von Zarewitsch Alexei
- Emailbildnis des Fürsten Adam Lubmirski
- Emailbildnis des kaiserlichen Botschafter Graf von Stradtmann

Außer Personenbildnissen hat Dinglinger religiöse und mythologische Gegenstände, Genredarstellungen und Tierstücke in Emaillemalerei geschaffen. Seine Werke kann man heute im Grünen Gewölbe sehen.